# Goniozus definitus
Goniozus definitus (лат.) — ископаемый вид мелких хризидоидных ос из подсемейства Bethylinae семейства бетилид (Bethylidae). Обнаружен в эоценовом балтийском янтаре (около 30 млн лет).

## Описание
Длина тела около 3 мм. Жвалы с 4 зубцами. Скапус усика цилиндрической формы. Клипеус с угловатой медиальной долей. Глаза крупные. Голова субквадратная. Пронотальный диск короче мезоскутума. Нотаули отсутствуют. Вид Goniozus definitus был впервые описан в 2014 году бразильскими, украинским и российским палеоэнтомологами Магно Рамосом (Magno S. Ramos, Бразилия), Евгением Перковским (Киев, Украина), Александром Расницыным (ПИН РАН, Москва, Россия) и Селсо Азеведо (Celso O. Azevedo, Бразилия, Федеральный университет Эспириту-Санту, Departamento de Biologia, Maruípe, Витория, Эспириту-Санту) вместе с таксонами Eupsenella klesoviana, Eupsenella rossica, Eupsenella yantarnica, Lytopsenella baltica, Lytopsenella maritima, Sierola rovniana и другими новыми ископаемыми видами. Видовое название G. definitus дано от латинского слова definitus по наличию чётко очерченной треугольной области на проподеальном диске. Таксон Goniozus definitus близок к виду Goniozus contractus.